# Championnat du monde de hockey sur glace 1954
Navigation
Suisse 1953 Allemagne 1955
Le vingt-et-unième  championnat du monde de hockey sur glace et par la même occasion le trente-deuxième championnat d'Europe a eu lieu entre le 26 février et le 7 mars 1954 à Stockholm en Suède.

## Contexte
Huit nations ont participé à cette édition des championnats et la seule grande équipe à manquer à l'appel est celle des États-Unis. L'Union des républiques socialistes soviétiques envoie pour la première fois une équipe pour participer même si la nation fait partie depuis 1952 de la Fédération internationale de hockey sur glace. C'est le début d'une large période de domination par l'URSS du championnat du monde et du championnat d'Europe : en 34 participations, les soviétiques vont recevoir autant de médailles.
Les huit équipes ont participé au tournoi A et le championnat B n'eut pas lieu.

## Résultats
| 26 février - Tchécoslovaquie 7-1 Suisse - URSS 7-1 Finlande - Suède 10-1 Norvège 27 février - Canada 8-1 Suisse - URSS 7-0 Norvège - Tchécoslovaquie 9-4 Allemagne de l'Ouest 28 février - Canada 8-0 Norvège - Suisse 3-3 Allemagne de l'Ouest - Suède 5-3 Finlande | 1er mars - Tchécoslovaquie 12-1 Finlande - URSS 6-2 Allemagne de l'Ouest - Suède 0-8 Canada 2 mars - Finlande 2-0 Norvège - URSS 5-2 Tchécoslovaquie - Suède 6-3 Suisse 3 mars - Tchécoslovaquie 7-1 Norvège - Canada 8-1 Allemagne de l'Ouest - URSS 4-2 Suisse | 4 mars - Suisse 2-3 Norvège - Canada 20-1 Finlande - Suède 4-0 Allemagne de l'Ouest 5 mars - Allemagne de l'Ouest 5-1 Finlande - Canada 5-2 Tchécoslovaquie - Suède 1-1 URSS 6 mars - Finlande 3-3 Suisse - Suède 4-2 Tchécoslovaquie 7 mars - Allemagne de l'Ouest 7-1 Norvège - URSS 7-2 Canada |

## Classements
| #      | Équipe           | PJ | V | N | D | BP | BC | Diff | Pts |
| ------ | ---------------- | -- | - | - | - | -- | -- | ---- | --- |
| Or     | Union soviétique | 7  | 6 | 1 | 0 | 37 | 10 | +27  | 13  |
| Argent | Canada           | 7  | 6 | 0 | 1 | 59 | 12 | +47  | 12  |
| bronze | Suède            | 7  | 5 | 1 | 1 | 30 | 18 | +12  | 11  |
| 4      | Tchécoslovaquie  | 7  | 4 | 0 | 3 | 41 | 21 | +20  | 8   |
| 5      | RF Allemagne     | 7  | 2 | 1 | 4 | 22 | 32 | -10  | 5   |
| 6      | Finlande         | 7  | 1 | 1 | 5 | 12 | 52 | -40  | 3   |
| 7      | Suisse           | 7  | 0 | 2 | 5 | 15 | 34 | -19  | 2   |
| 8      | Norvège          | 7  | 1 | 0 | 5 | 6  | 43 | -37  | 2   |

|        | Équipe               |
| ------ | -------------------- |
| Or     | URSS                 |
| Argent | Suède                |
| bronze | Tchécoslovaquie      |
| 4      | Allemagne de l'Ouest |
| 5      | Finlande             |
| 6      | Suisse               |
| 7      | Norvège              |

### Médaillés

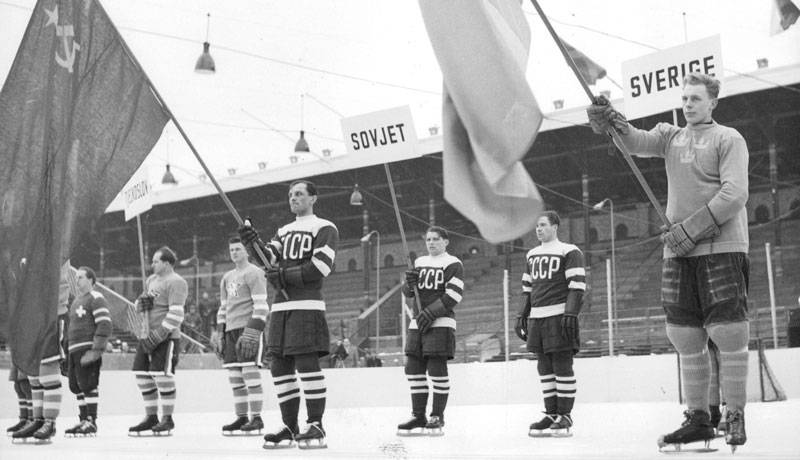
Les porte drapeaux de l'URSS et de la Suède.

Voici l'alignement complet des médaillés du tournoi :
| Champions du mondeUnion soviétique | Ievgueni Babitch, Vsevolod Bobrov, Mikhaïl Bytchkov, Viktor Chouvalov, Alekseï Gourychev, Pavel Jibourtovitch, Nikolaï Khlystov, Aleksandr Komarov, Alfred Koutchevski, Valentin Kouzine, Iouri Krylov, Grigori Mkrtytchan, Dmitri Oukolov, Aleksandr Ouvarov, Nikolaï Poutchkov, Genrikh Sidorenkov, Aleksandr Vinogradov Entraîneur : Arkadi Tchernychiov |

| ArgentCanada | Tom Campbell, Benny Chapman, Earl Clements, Harold Fiskari, Moe Galland, Norm Gray, Tom Jamieson, Bob Kennedy, Gavin Lindsay, Don Lockhart, John Petro, Russ Robertson, George Sayliss, John Scott, Bill Shill, Vic Sluce, Eric Unger Entraîneur : Greg Currie |

| BronzeSuède | Göte Almqvist, Åke Andersson, Lars Björn, Göte Blomqvist, Stig Carlsson, Thord Flodqvist, Hans Isaksson, Erik Johansson, Gösta Johansson, Sven Tumba, Åke Lassas, Holger Nurmela, Hans Öberg, Rolf Pettersson, Sven Thunman, Hans Tvilling, Stig Tvilling Entraîneur : Herman Carlson, Folke Jansson |